# Roser Bru
Roser Bru Llop (Barcelona, 15 de febrero de 1923-Santiago de Chile, 26 de mayo de 2021) fue una pintora y grabadora española radicada en Chile, adscrita al movimiento de la Neofiguración.

## Biografía
Fue hija del periodista y político ca:Lluís Bru i Jardí y de la artista plástica Josefa Llop. En 1924 su familia se exilió en París (Francia) a consecuencia de la dictadura de Miguel Primo de Rivera. En 1928 regresaron a Barcelona, donde Bru estudió en la Escuela Montessori y, posteriormente, en 1931, en el Instituto-Escuela de la Generalidad. Tras la Guerra Civil Española, en 1939, se trasladó a Francia, donde se embarcó en el barco Winnipeg, que la llevó a Chile. Llegó a Valparaíso el 3 de septiembre de ese año.
Desde 1939 hasta 1942 estudió pintura en la Escuela de Bellas Artes de la Universidad de Chile, donde fue alumna de Pablo Burchard e Israel Roa. En 1947 se unió al Grupo de Estudiantes Plásticos junto con otros artistas, como José Balmes, Gracia Barrios y Guillermo Núñez. En 1957 inició sus estudios de grabado en el Taller 99, dirigido por Nemesio Antúnez. Integró el equipo de fundadores de la Escuela de Arte de la Pontificia Universidad Católica de Chile, donde hizo clases de dibujo y pintura entre 1964 y 1968.
Roser Bru expuso su obra en varios países de América Latina, así como en España, mientras que algunas de sus obras se encuentran en el Museo de Arte Moderno de Nueva York, el Museo de Brooklyn, el Museo de Arte Contemporáneo de Santiago, el Museo de Arte Moderno Chiloé, el Museo Nacional de Bellas Artes de Chile, el Museo de la Solidaridad Salvador Allende, el Museo Histórico Nacional, el Metropolitan Museum of Art, el Museo de Arte Moderno de Río de Janeiro y el Staatliche Museen de Berlín, entre otros.

## Reconocimientos
En 1995 fue condecorada por el rey Juan Carlos I de España al nombrarla comendadora de la Orden de Isabel la Católica.
En 2004 recibió una nominación al Premio Altazor de las Artes Nacionales en la categoría Artes visuales - Grabado y dibujo por Un conjunto de sus 34 grabados en su cumpleaños número ochenta, mientras que en 2005 recibió otra nominación en la misma categoría por Obra en exposición Pablo Neruda, la infancia del poeta; en 2000 recibió este galardón en la categoría Pintura por Enseñanzas de Goya, premio que volvió a ganar en 2013 en la misma categoría por Vivir en obra.
En 2015 el Gobierno de Chile le otorgó el Premio Nacional de Artes Plásticas.
Otros de los reconocimientos que recibió incluyen la Orden al Mérito Artístico y Cultural Pablo Neruda en 2005, la Medalla de Oro al mérito en las Bellas Artes en 2018 y la Creu de Sant Jordi en 2020.
El 2022 la artista Paula Bonet inició las Becas Roser Bru, de carácter bienal, con el propósito de difundir la figura de la artista y connectar su taller de Barcelona (La Madriguera) con el Taller 99 de Santiago de Chile, donde Bru desarrolló gran parte de su trayectoria y donde formó a una nueva generación de grabadores.

## Galería

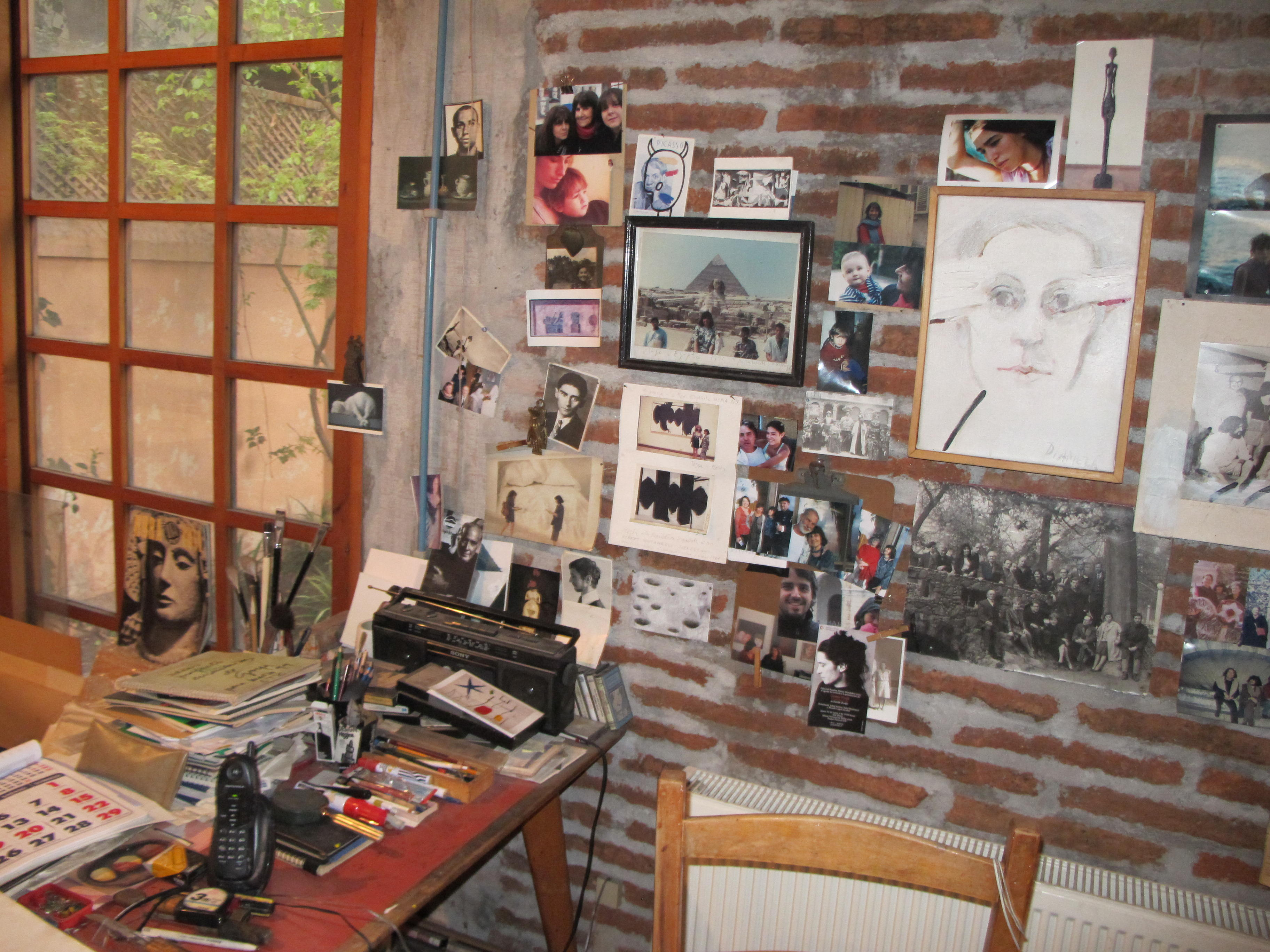
Vista del estudio de la artista en Santiago.
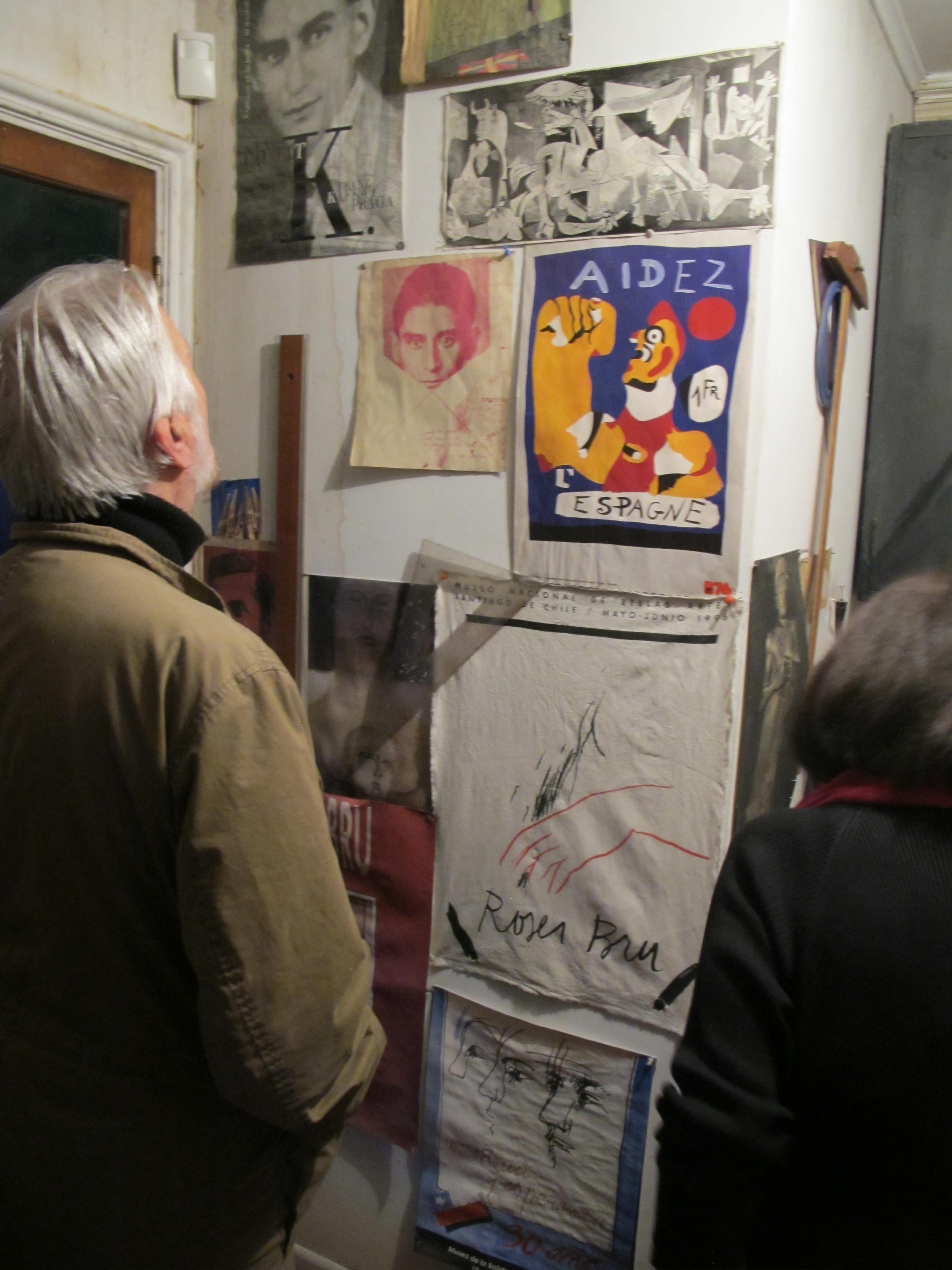
Vista del estudio de la artista con Javier de Villota en 2013.